# Sabicea rosea
Sabicea rosea là một loài thực vật có hoa trong họ Thiến thảo. Loài này được Hoyle miêu tả khoa học đầu tiên năm 1935.